# Выборы в Сенат США в Мэриленде (2022)
Выборы в Сенат США в Мэриленде состоялись 8 ноября 2022 года. Победитель представит штат в верхней палате Конгресса США. Действующий сенатор-демократ Крис Ван Холлен был впервые избран в 2016 году с 60,9% голосов и вновь баллотироваться в 2022 году.
Внутрипартийные выборы в Мэриленде состоялись 19 июля. По результатам всеобщих выборов Ван Холлен был переизбран на второй срок.

## Праймериз Демократической партии

### Кандидаты

#### Номинант
- Крис Ван Холлен — действующий сенатор США от штата Мэриленд (с 2002 года)[1][3]

#### Участники праймериз
- Мишель Лоуренс Смит — бизнесвумен, федеральный служащий[4]

#### Кандидаты, не подавшие документы
- Колин Берд — мэр Гринбелта (2019—2021)[5]

### Результаты

Результаты по округам:

Результаты по округам:

| Кандидат | Кандидат                  | Партия          | Голосов | %     |
| -------- | ------------------------- | --------------- | ------- | ----- |
|          | Крис Ван Холлен (действ.) | Демократическая | 535 014 | 80,81 |
|          | Мишель Лоуренс Смит       | Демократическая | 127 089 | 19,19 |
| Всего    | Всего                     | Всего           | 662 103 | 100   |

## Праймериз Республиканской партии

### Кандидаты

#### Номинант
- Крис Чаффи — политик, кандидат в Сенат США (2016, 2018), кандидат в Палату представителей от 5-го округа Мэриленда (2010, 2014)[7]

#### Участники праймериз
- Джордж Дэвис — инженер[7]
- Джон Макгриви[7]
- Джозеф Перес[7]
- Тодд Пуглиси[7]
- Джеймс Тарантин — предприниматель[8]
- Джон Торманн[7]
- Лори Френд[7]
- Реба Хокинс — бизнесвумен[7]
- Ннабу Эзе — IT-подрядчик, вечный кандидат[7][9]

#### Отказавшиеся от выдвижения
- Энди Харрис[англ.] — член Палаты представителей от 1-го округа Мэриленда (с 2011 года) (переизбирается)[10]
- Ларри Хоган — губернатор Мэриленда (с 2015 года)[11]

### Результаты
| Кандидат | Кандидат        | Партия          | Голосов | %     |
| -------- | --------------- | --------------- | ------- | ----- |
|          | Крис Чаффи      | Республиканская | 50 514  | 20,77 |
|          | Лори Френд      | Республиканская | 35 714  | 14,69 |
|          | Джон Торманн    | Республиканская | 33 290  | 13,69 |
|          | Джозеф Перес    | Республиканская | 26 359  | 10,84 |
|          | Джордж Дэвис    | Республиканская | 21 095  | 8,68  |
|          | Джеймс Тарантин | Республиканская | 20 514  | 8,44  |
|          | Реба Хокинс     | Республиканская | 18 057  | 7,43  |
|          | Джон Макгриви   | Республиканская | 14 128  | 5,81  |
|          | Тодд Пуглиси    | Республиканская | 13 550  | 5,57  |
|          | Ннабу Эзе       | Республиканская | 9917    | 4,08  |
| Всего    | Всего           | Всего           | 243 138 | 100   |

## Вписанные кандидаты

#### Заявившие о выдвижении
- Скотти Гриффин (Демократическая партия, вписанный кандидат)[7]
- Эндрю Уайлдмен

## Всеобщие выборы

### Предвыборная статистика
Обозначения:
- Р — равенство
- НП — небольшое преимущество
- ДП — достаточное преимущество
- СП — существенное, но преодолимое преимущество
- ОП — огромное преимущество

| Источник                  | Рейтинг | По состоянию на: |
| ------------------------- | ------- | ---------------- |
| The Cook Political Report | ОП (Д)  | 22 сентября 2022 |
| Inside Elections          | ОП (Д)  | 23 сентября 2022 |
| Sabato's Crystal Ball     | ОП (Д)  | 31 августа 2022  |
| Politico                  | ОП (Д)  | 5 сентября 2022  |
| RealClearPolitics         | ОП (Д)  | 20 сентября 2022 |
| Fox News                  | ОП (Д)  | 20 сентября 2022 |
| DDHQ                      | ОП (Д)  | 12 сентября 2022 |
| 538                       | ОП (Д)  | 22 сентября 2022 |
| The Economist             | ОП (Д)  | 15 сентября 2022 |

### Опросы
| Источник опроса | Период проведения  | Размер выборки | Уровень погрешности | Крис Ван Холлен (Д) | Крис Чаффи (Р) | Другие | НИ |
| --------------- | ------------------ | -------------- | ------------------- | ------------------- | -------------- | ------ | -- |
| Goucher College | 8–12 сентября 2022 | 748 (ПИ)       | ±3,6%               | 56%                 | 33%            | 2%     | 8% |

Крис Ван Холлен vs. Ларри Хоган
| Источник опроса                        | Период проведения            | Размер выборки | Уровень погрешности | Крис Ван Холлен (Д) | Ларри Хоган (Р) | Другие | НИ  |
| -------------------------------------- | ---------------------------- | -------------- | ------------------- | ------------------- | --------------- | ------ | --- |
| WPA Intelligence (R)                   | 29 ноября – 1 декабря 2021   | 500 (ПИ)       | ±4,4%               | 37%                 | 49%             | –      | 14% |
| Change Research (D)                    | 29 сентября – 1 октября 2020 | 650 (Н)        | ±4,6%               | 50%                 | 34%             | –      | 16% |
| University of Maryland/Washington Post | 9–14 октября 2019            | 819 (ЗИ)       | ±4,5%               | 42%                 | 50%             | 3%     | 5%  |

### Результаты
| Кандидат | Кандидат                  | Партия             | Голосов   | %     |
| -------- | ------------------------- | ------------------ | --------- | ----- |
|          | Крис Ван Холлен (действ.) | Демократическая    | 1 316 897 | 65,77 |
|          | Крис Чаффи                | Республиканская    | 682 293   | 34,07 |
|          | Вписанный кандидат        | Вписанный кандидат | 3146      | 0,16  |
| Всего    | Всего                     | Всего              | 2 002 336 | 100   |